# 19 Dywizja Pancerna (LWP)
19 Dywizja Pancerna (19 DPanc) – związek taktyczny wojsk pancernych ludowego Wojska Polskiego.

## Sformowanie i zmiany organizacyjne
Na podstawie rozkazu Nr 0058/0rg. Ministra Obrony Narodowej z 19 września 1955 roku 19 Dywizja Zmechanizowana przeformowana została w 19 Dywizję Pancerną według etatów Nr 5/159-5/185 o stanie osobowym 6275 żołnierzy oraz 121 pracowników cywilnych. Przeformowanie zakończyć miano do 20 grudnia 1955 roku Jednocześnie dywizja wyłączona została ze składu 2 Korpusu Armijnego i podporządkowana dowódcy 2 Korpusu Zmechanizowanego, który po miesiącu przemianowany został na 2 Korpus Pancerny.
Zarządzeniem Szefa SG Nr 0257/0rg. z 22 listopada 1955 roku kompania sztabowa 19 DPanc otrzymała nr 53. W 1956 roku dokonano kolejnej redukcji oddziałów Dywizji. Likwidacji uległ 56 Batalion Medyczno-Sanitarny. W 1957 roku rozwiązano 69 Pułk Czołgów, a w jego miejsce włączono 22 Pułk Czołgów z Żagania (wcześniej w podporządkowaniu 4 Dywizji Piechoty). Wiosną 1957 roku, w ramach kolejnej redukcji, rozformowano 5 Saską Dywizję Piechoty, a 19 Dywizję Pancerną przemianowano na 5 Saską Dywizję Pancerną. Od tej pory dywizja odziedziczyła tradycje „bojowe” po 5 Dywizji Piechoty.

## Dywizja w czerwcu 1956 roku
28 czerwca 1956 roku o 11:30 cz.p.o. dowódcy 2 Korpusu Pancernego płk Lach otrzymał od szefa Sztabu Generalnego Jerzego Bordziłowskiego zarządzenie nakazujące ogłoszenie alarmu bojowego dla oddziałów korpusu i postawienie ich w stan gotowości bojowej. O 14:00 28 czerwca jednostki 19 DPanc osiągnęły gotowość bojową. O 14:30, na rozkaz szefa Sztabu Generalnego, w kierunku Poznania rozpoczęła marsz 19 Dywizja Pancerna.
Dowódca dywizji postawił dowódcom oddziałów szczegółowe zadania. Zadania te jednostki realizowały do 30 czerwca.
- 13 batalion czołgów i artylerii pancernej otrzymał zadanie ochraniać poznańską elektrownię miejską.
- 2 batalion rozpoznawczy odszedł do dyspozycji dowódcy KBW i otrzymał zadanie nie dopuścić „prowokatorów”[a] od strony torów kolejowych i ogródków działkowych u zbiegu ulic Roosevelta i Dąbrowskiego oraz Mostu Teatralnego.
- 12 dywizjon artylerii rakietowej – 28 czerwca działał samodzielnie jako piechota na Moście Teatralnym i wzdłuż ul. Roosevelta, a 29 czerwca wraz z 2 batalionem rozpoznawczym.
- 4 i 5 kompanie czołgów 23 pułku czołgów wysłano do dyspozycji dowódcy KBW. Dotarło jedynie siedem czołgów. Pozostałe zmuszone były „walczyć”[a] na ulicach miasta. Pozostałe kompanie działały na ulicach: Poznańska, Roosevelta, Dąbrowskiego, Mylna, Kochanowskiego i Mickiewicza.
- 3 dywizjon artylerii przeciwlotniczej działał wspólnie z 23 pcz jako piechota
- 36 dywizjon artylerii haubic działał z 23 pcz jako piechota na ulicach Poznańska i Mylna
- 66 batalion saperów wszedł do walki wieczorem 28 czerwca i od tej chwili wspierał 2 br
- 73 Pułk Zmechanizowany swoim 1 batalionem piechoty zmotoryzowanej do 29 czerwca ochraniał koszary KBW i WUBP. Pozostałe pododdziały pułku ochraniały Dworzec Główny i Zachodni
- 59 batalion łączności zabezpieczał łączność pomiędzy jednostkami dywizji i z przełożonymi
- 69 pułk czołgów ochraniał radiostację poznańską, oraz zamykał ulice w rejonie Fortu IVa i VIIa. Ochraniał też lotnisko i browar przy ul. Ratajczaka.

30 czerwca dowódca 19 DPanc wyprowadzał z Poznania swoje oddziały w dwóch rzutach. O 15:00 zaczął wyprowadzać: 36 dah, 12 dar i 66 bsap. Jednostki te ześrodkowały się na OC Biedrusko do 17:30. Pozostałe jednostki: 73 pz, 69 pcz, 23 pcz, 13 bczap i 2 br wyruszyły z Poznania o 21:00 i ześrodkowały się na poligonie do 1:00 1 lipca.
Straty w ludziach
- Zginął: ppor. Marian Sepkowski – dowódca plutonu ogniowego artylerii pułkowej 73 pz[1]
- Ranni zostali[1]:

ppor. Henryk Wyrwał
sierż. Zdzisław Przybycień
kpr. Helmut Pisuła
kpr. Staszyszyn
szer. Franciszek Cendrowski
szer. Mieczysław Duda
szer. Jan Merkuda
szer. Jan Michalik
szer. Artur Stanka
szer. Józef Szot
elew Jan Gołda

## Struktura organizacyjna (1956)

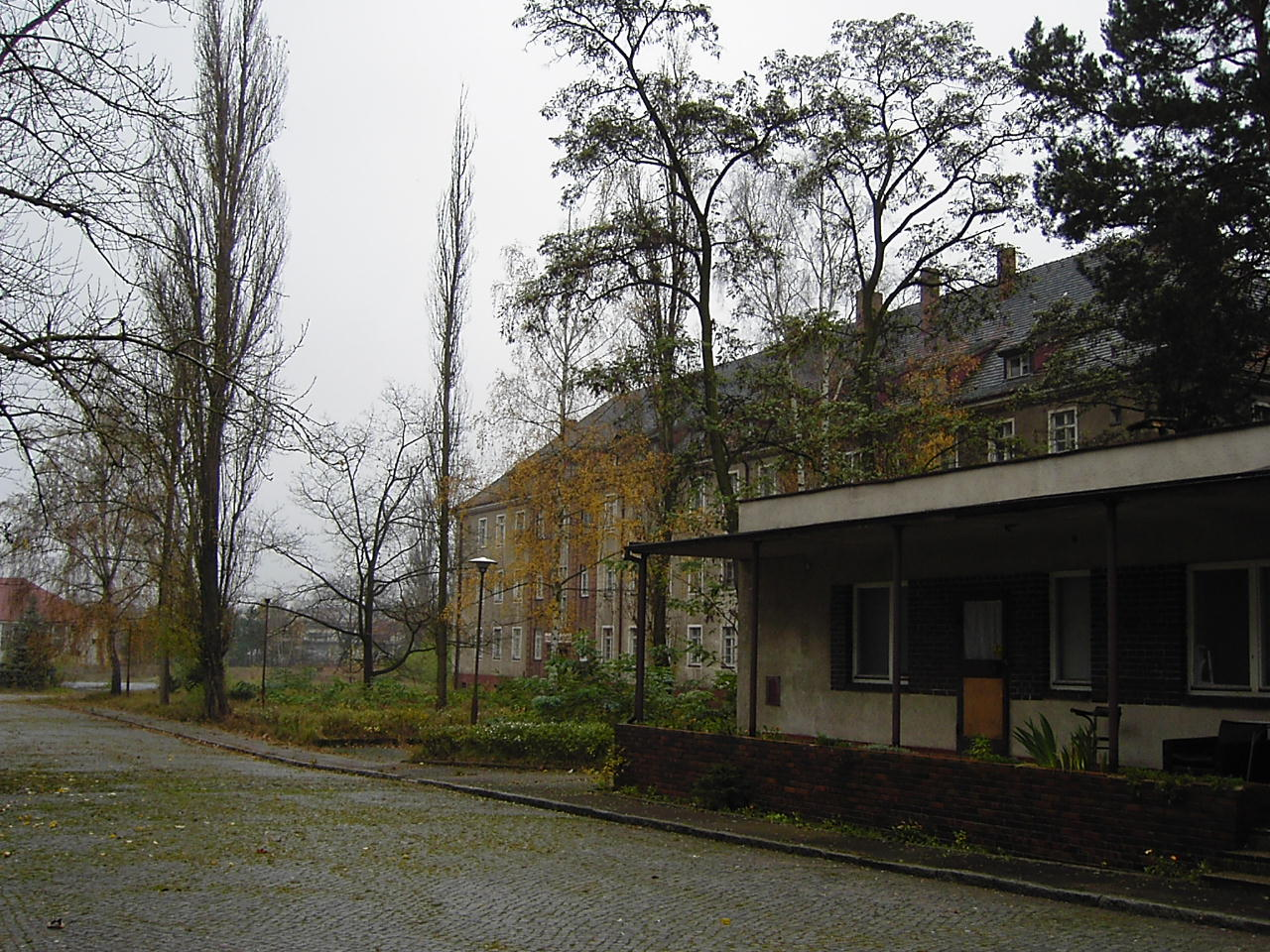
Budynek dowództwa dywizji. Zdjęcie z 2008 roku

- Dowództwo 19 Dywizji Pancernej – Gubin (Nr 5/159)
- 53 kompania sztabowa – Gubin (Nr 5/160)
- 73 pułk zmechanizowany – Gubin (Nr 5/178)
- 23 pułk czołgów średnich – Słubice (Nr 5/179)
- 69 pułk czołgów średnich – Kostrzyn (Nr 5/179)
- 13 batalion czołgów i artylerii pancernej – Gubin (Nr 5/180)
- 36 dywizjon artylerii haubic – Gubin (Nr 5/181)
- 3 dywizjon artylerii przeciwlotniczej – Gubin (Nr 5/182)
- 12 dywizjon artylerii rakietowej – Gubin (Nr 5/183)
- 2 batalion rozpoznawczy – Kostrzyn (Nr 5/163)
- 59 batalion łączności – Gubin (Nr 5/175)
- 66 batalion saperów – Kostrzyn (Nr 5/176)
- 8 szkolny batalion czołgów – Słubice (Nr 5/177) (JW 2535[2])
- 48 batalion samochodowo-transportowy – Gubin (Nr 5/184)
- 56 batalion medyczno-sanitarny – Gubin (Nr 5/196)
- 60 Kompania Obrony Przeciwchemicznej – Gubin (Nr 5/185)
- pluton dowodzenia dowódcy artylerii – Gubin (Nr 5/199)
- 20 ruchoma baza naprawy czołgów – Gubin (Nr 5/186)
- 27 ruchomy warsztat naprawy samochodów – Gubin (Nr 5/156)
- 29 ruchomy warsztat naprawy sprzętu artyleryjskiego – Gubin (Nr 5/157)
- dywizyjny punkt zaopatrzenia – Gubin (Nr 5/158)

## Żołnierze dywizji
Dowódcy dywizji :
- płk Józef Obodziński (14 V 1953 – 12 IX 1955)
- płk Mateusz Lach (18 X 1956 – 10 XII 1957)

## Przekształcenia
19 Dywizja Zmechanizowana → 19 Dywizja Pancerna → 5 Saska Dywizja Pancerna → 5 Kresowa Dywizja Zmechanizowana → 5 Kresowa Brygada Zmechanizowana